# Lieven Bauwensplein

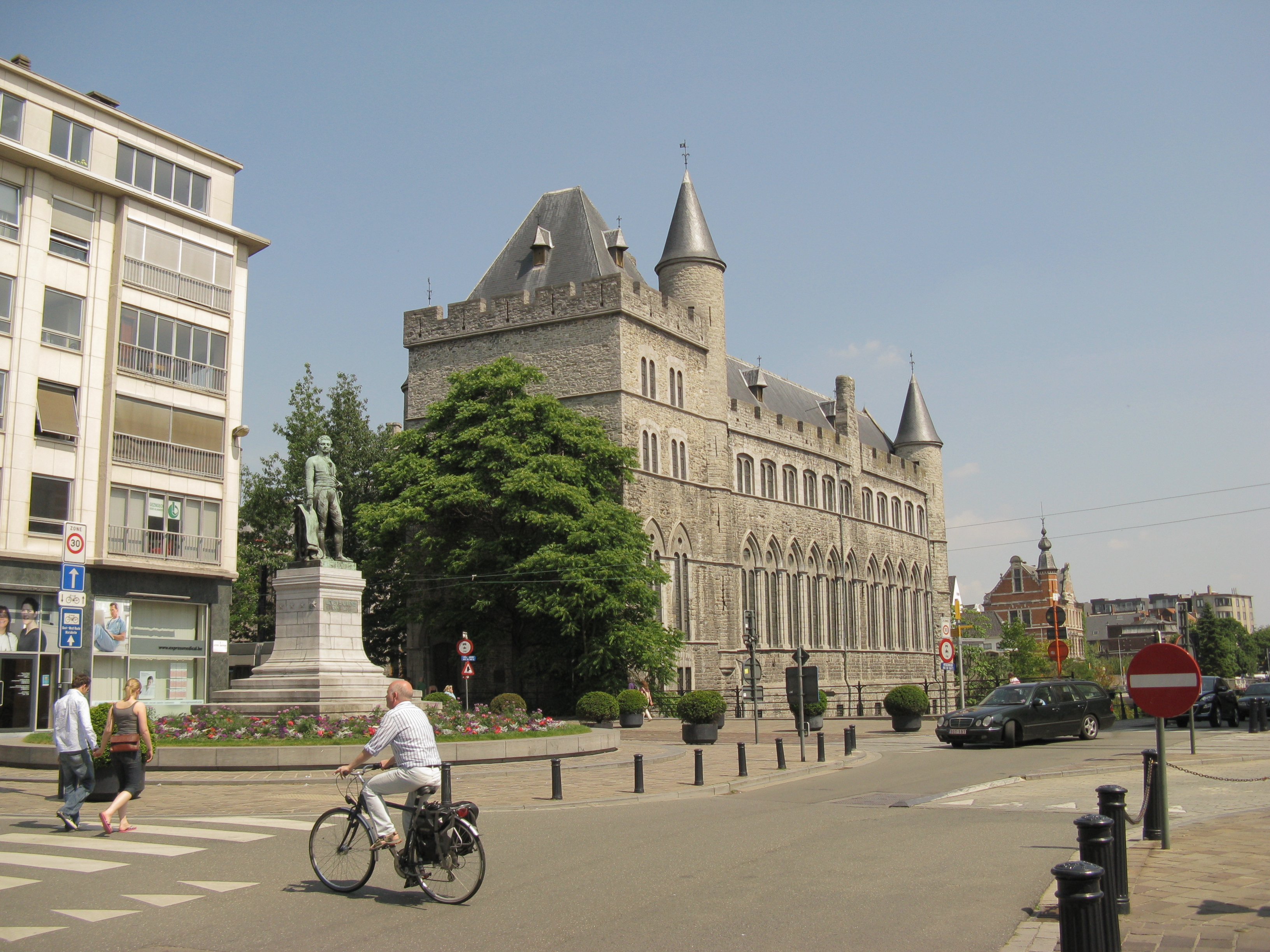
Het Lieven Bauwensplein met het standbeeld door Pieter de Vigne en achteraan het Geraard de Duivelsteen

Het Lieven Bauwensplein is een plein in de Belgische stad Gent. Het plein is genoemd naar Lieven Bauwens, een ondernemer en politicus wiens standbeeld op het plein staat.
Het plein werd samen met het François Laurentplein in 1884 aangelegd. De pleinen overwelven de Nederschelde vanaf de Brabantdam tot aan het Geraard de Duivelsteen. Verderop werd de waterloop - waar de Schelde de Reep wordt genoemd - in september 2018 na demping in de jaren 1960 opnieuw opengelegd om de historische samenvloeiing van de Leie en de Schelde te herstellen.
Lieven Bauwens is vooral gekend omdat hij de Mule Jenny, een weefgetouw, in 1798 vanuit Engeland naar België smokkelde en daarvoor in Engeland tot de doodstraf werd veroordeeld.